# Blacus apodastus
Blacus apodastus är en stekelart som beskrevs av Van Achterberg 1976. Blacus apodastus ingår i släktet Blacus, och familjen bracksteklar. Inga underarter finns listade.